# Plectreurys globosa
Plectreurys globosa är en spindelart som beskrevs av Franganillo 1931. Plectreurys globosa ingår i släktet Plectreurys och familjen Plectreuridae.
Artens utbredningsområde är Kuba. Inga underarter finns listade i Catalogue of Life.